# Ruffieu
Ruffieu is een voormalige gemeente in het Franse departement Ain (regio Auvergne-Rhône-Alpes) en telde op 1 januari 2022 174 inwoners. Op 1 januari 2025 fuseerde Ruffieu met de gemeente Haut Valromey, en werd Ruffieu een commune déléguée daarvan.

## Geografie
De oppervlakte bedraagt 14,4 km², de bevolkingsdichtheid is 12,3 inwoners per km².

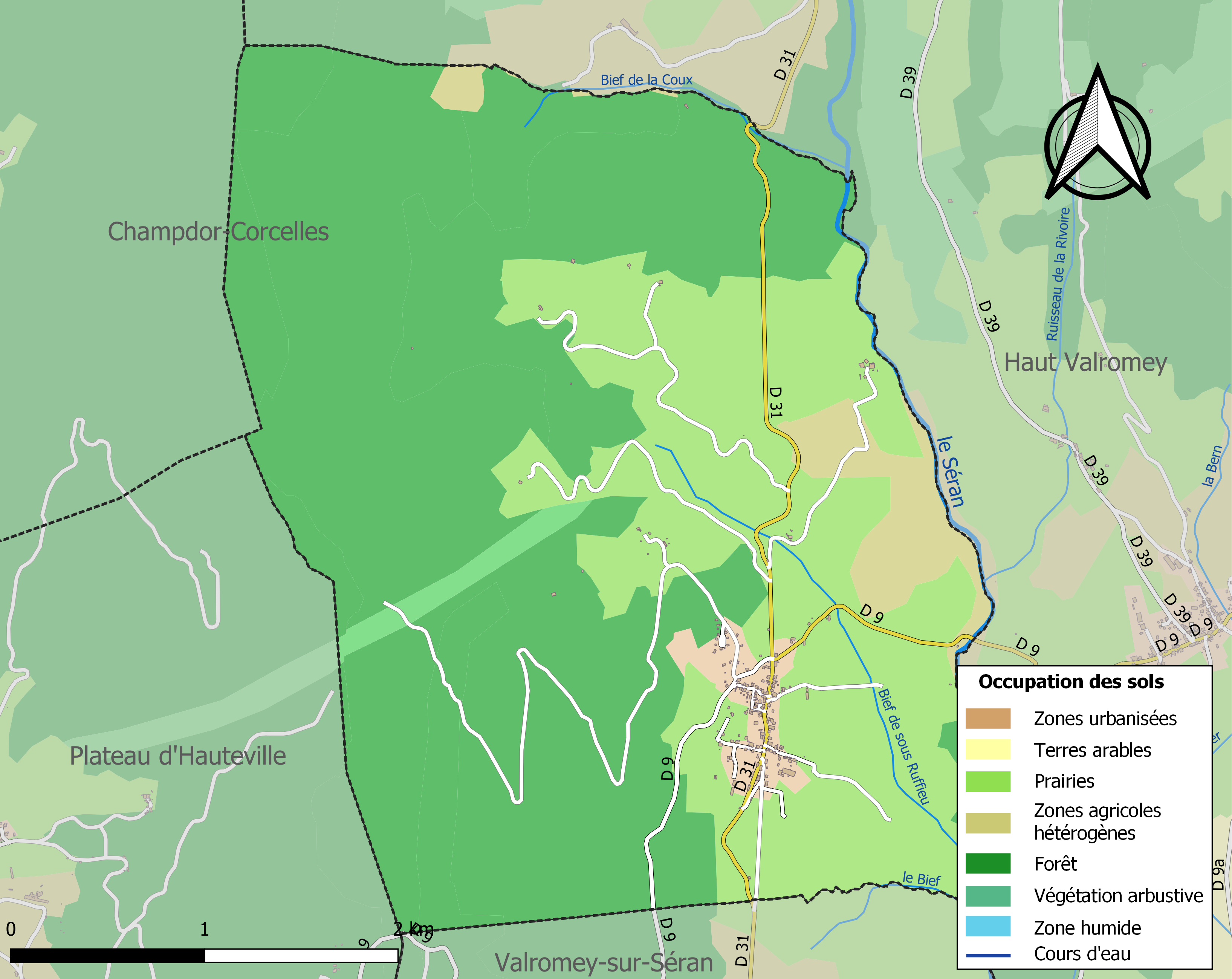
Kaart van de gemeente met de belangrijkste infrastructuur, bodemgebruik en omliggende gemeenten

## Demografie
Onderstaande figuur toont het verloop van het inwoneraantal van Ruffieu vanaf 1962. (bron: INSEE-tellingen).
Vanwege een beveiligingsprobleem met de MediaWiki Graph-software is het momenteel niet mogelijk deze grafiek weer te geven. Zodra de software is bijgewerkt zal de grafiek vanzelf weer zichtbaar worden.
Le Grand-Abergement · Hotonnes · Le Petit-Abergement · Ruffieu · Songieu